# Pokój w Lodi
Pokój w Lodi – układ pokojowy podpisany w lombardzkim mieście Lodi 9 kwietnia 1454. Położył kres walkom między Wenecją a Mediolanem i ich sojusznikami, które trwały od początku XV w.

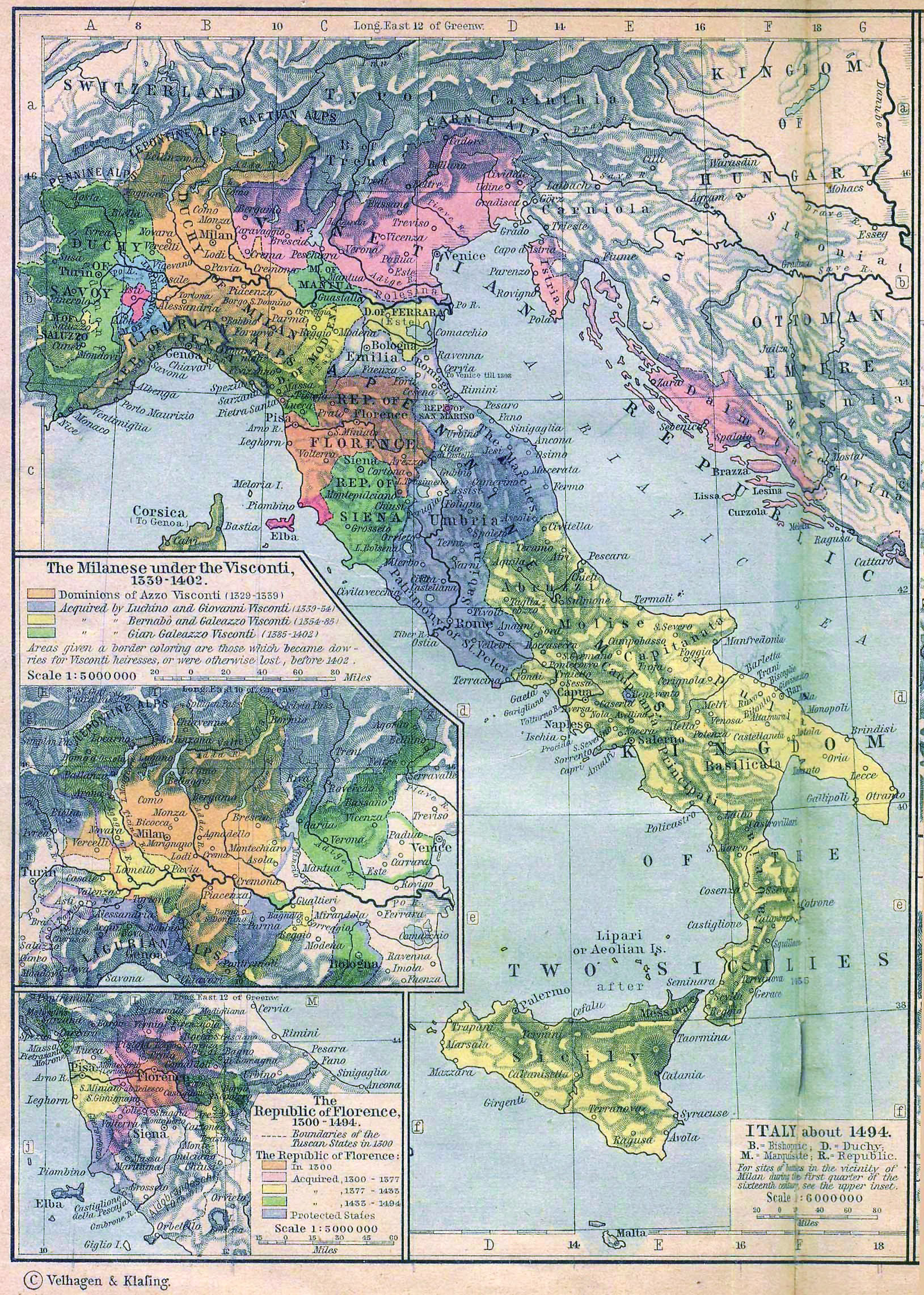
Italia w 40 lat po pokoju w Lodi z granicami, które zasadniczo odzwierciedlają postanowienia traktatu

## Tło
Od kiedy Imperium Osmańskie swoją ekspansywną polityką zaczęło zagrażać posiadłościom i handlowi Wenecji na Wschodzie, ta zwróciła się bardziej ku Półwyspowi Apenińskiemu. Próbując podporządkować sobie najbliższe jej ziemie, Republika Wenecka starała się stworzyć strategiczne zaplecze surowcowe jak i bufor pomiędzy samym miastem a granicami Republiki. Tej polityce sprzeciwił się Mediolan, który po okresie niepewności politycznej, który nastąpił po śmierci Gian Galeazzo Viscontiego, znowu zaczął rosnąć w siłę pod władzą Filippa Marii Viscontiego.
Decydujące starcie między dwoma państwami miało miejsce pod Maclodio 12 października 1427 roku. Zwycięsko wyszła z niego Wenecja wspomagana przez Florencję i Sabaudię. Dowódcą zjednoczonych wojsk był Francesco Bussone, zwany conte di Carmagnola. Zwycięstwo Wenecji, które dało jej władzę nad ziemiami sięgającymi aż do rzeki Adda, nie położyło kresu walkom między dwoma państwami. Trwały one aż do 1454 roku.

## Traktat pokojowy
W Lodi Florencja i Wenecja z jednej strony oraz Mediolan i Neapol z drugiej, po długich pertraktacjach podpisały traktat pokojowy, ratyfikowany następnie przez pozostałych sojuszników. Północ Włoch została w praktyce podzielona między strefy wpływów dwóch głównych państw-sygnatariuszy (Mediolan i Wenecję), z zachowaniem niektórych mniejszych (Sabaudia, Genua, Mantua rządzona przez ród Gonzaga oraz Ferrara i Modena rządzone przez ród d’Este). Spośród szczegółowych ustaleń traktatu należy wymienić ustalenie sukcesji Francesca Sforzy w Mediolanie, ustanowienie granicy między Mediolanem a Wenecją na rzece Adda, ustawienie znaków granicznych wzdłuż całej granicy oraz zapoczątkowanie przymierza, którego zwieńczeniem była Liga Włoska.

## Skutki traktatu
Pozytywnym efektem pokoju w Lodi było ustanowienie nowego porządku polityczno-instytucjonalnego we Włoszech, który zagwarantował pewną równowagę i ograniczył partykularne ambicje. Traktat zapoczątkował 40-letni okres względnego pokoju, który stał się dla Italii złotą epoką rozkwitu renesansowej kultury i rozwoju gospodarczego. Pokój przerwała dopiero inwazja wojsk francuskich w roku 1494, która zapoczątkowała krwawe zmagania o hegemonię w Europie Zachodniej, zwane wojnami włoskimi.